# Bergépolis

Mapa con algunas de las principales colonias griegas en la antigua Tracia. Bergépolis estaba situada al norte de Abdera.

Bergépolis (en griego Βεργέπολις) es una antigua ciudad helenística de Tracia, cuyos restos se encuentran cerca de los actuales pueblos de Bafeika y Cutsó, diez kilómetros al sureste de la actual ciudad griega de Xánthi. 
Bergépolis fue una fundación de los abderitas, y contiene restos de época clásica, helenística y romana. Probablemente en época bizantina recibió también el nombre de Bérgison, nombre que se dio propiamente a una fortaleza muy cercana, cuya ubicación exacta es desconocida hasta el momento.